# Cristina Vilches Estella
Cristina Vilches Estella (Zaragoza, 6 de noviembre de 1991) es una animadora de stop motion, ilustradora y directora de cine española que ha recibido varios premios por su labor de dirección en el corto de animación Souvenir.

## Trayectoria
Estudió el Grado de Bellas Artes en la Universidad de Zaragoza (2013, Campus de Teruel) y el Máster en Libro Ilustrado y Animación Audiovisual en la Universidad de Vigo (2015, Campus de Pontevedra) realizando sus prácticas en OQO FILMS. 
En 2015 publicó su primer trabajo, una animación en stop motion titulada Una aventura de miedo, que escribió, produjo y dirigió. Ese mismo año realizó también Fres-boi que, junto a Una aventura de miedo, llevan más de 100 selecciones internacionales. Su último trabajo, Souvenir, realizado en 2020 en colaboración con Paloma Canonina y Alicia Bayona, ya ha recibido varios premios.
Como ilustradora, un cartel de su creación fue elegido como imagen de la quinta edición de los Premios Simón del Cine Aragonés.

## Filmografía
- 2015 – Una aventura de miedo.[8] Cortometraje de animación stop motion.
- 2015 – Fres-Boi. Cortometraje de animación stop motion.
- 2017 – Retweet. Cortometraje de animación 2D.
- 2018 – Raíz. Cortometraje de animación 2D.
- 2020 – Souvenir. Cortometraje de animación stop motion.

## Reconocimientos
Premios Simón
| Año  | Categoría               | Película | Resultado |
| ---- | ----------------------- | -------- | --------- |
| 2020 | Mejor dirección de arte | Souvenir | Ganadora  |

Festival de Sax
| Año                | Categoría                       | Película | Resultado |
| ------------------ | ------------------------------- | -------- | --------- |
| 14.ª edición. 2020 | Mejor cortometraje de animación | Souvenir | Ganadora  |

En 2016, recibió el premio al Mejor Cortometraje de Animación Aragonés por Fres-Boi en el 21º Festival de Cine de Zaragoza. A lo largo de 2020, Souvenir se alzó con cinco galardones más en festivales de España y Brasil.
En 2021, Vilches obtuvo, junto a Paloma Canonica, la Mención Especial del Jurado La GRAN pantalla por Souvenir.